# Michael Klahr (starszy)
Michael Klahr starszy (ur. 1693 w Bielicach, zm. 9 marca 1742 w Lądku-Zdroju) – niemiecki rzeźbiarz, przedstawiciel baroku; ojciec Michaela Ignatiusa Klahra zwanego Młodszym.

## Życiorys

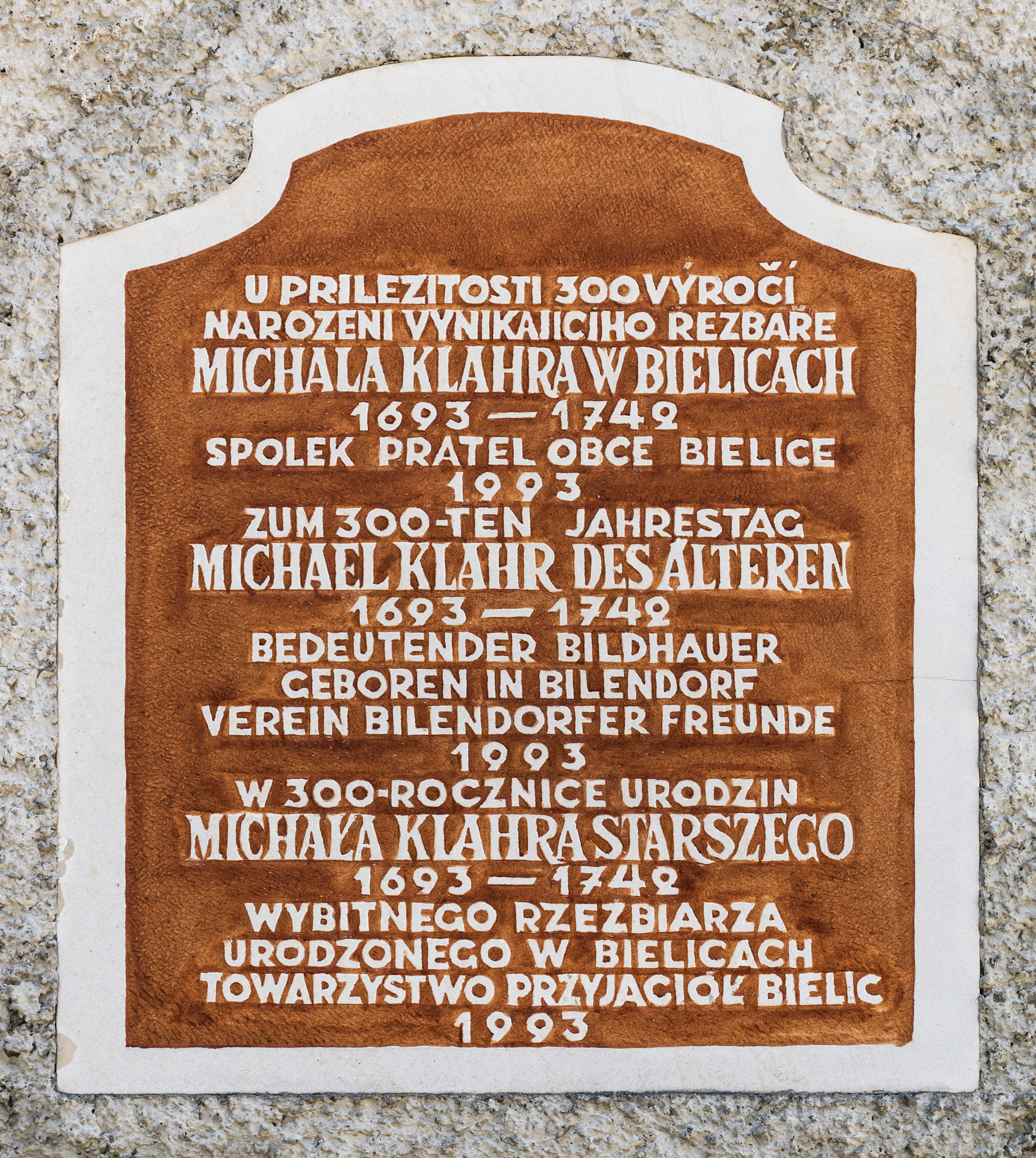
Tablica pamiątkowa w Bielicach

Urodził się we wsi Bielice, a właściwie w jej nieistniejącym dziś przysiółku Nowa Biela (dawniej Neu Bielendorf), w chłopskiej rodzinie Michaela Klahra z Bieli i Marii. Jego talent odkryli jezuici. Istnieje niepotwierdzona dokumentami opowieść o tym, jak rektor kłodzkiego konwiktu jezuitów Paul Stralano spotkał chłopca rzeźbiącego figurki do bożonarodzeniowej szopki. Rozpoznał w nim nietuzinkowy talent i po rozmowie z rodzicami zabrał go do szkoły prowadzonej przez zakon w Kłodzku (budynek pełni dziś funkcję Muzeum Ziemi Kłodzkiej). Tu Klahr pobierał nauki ogólne i uczył się teorii rzeźby. Sprowadzony przez jezuitów kilka lat później z Wiednia architekt o nazwisku Karl Sebastian Flacker został mistrzem młodego rzeźbiarza. Przypuszczalnie pod jego kierunkiem dalej studiował.
W kościele w Nowym Gierałtowie 26 stycznia 1723 r. rzeźbiarz wziął ślub z Katarzyną, córką Hansa Mühlana i rok później osiedlił się w Lądku-Zdroju (wówczas Bad Landeck), gdzie nabył narożną kamienicę w rynku Zur Kornecke (obecnie Rynek 1). Tu założył swój warsztat i szybko zyskał wysoką pozycję społeczną. W 1737 r. został wybrany radnym miasta. O jego działalności w radzie miejskiej świadczy zachowany podpis na podaniu z 1739 r., sporządzonym po pożarze miasta. Miał pięcioro dzieci:
- Anna Maria Klara (ur. 12 maja 1724, zm. 1 sierpnia 1725)
- Anna Katarzyna (ur. 15 listopada 1725, zm. ?)
- Michał Ignacy (ur. 23 listopada 1727, zm. 27 czerwca 1807)
- Joanna Rozalia (ur. 16 grudnia 1729, zm. 28 kwietnia 1730)
- Barbara (ur. 19 października 1732, zm. 14 stycznia 1736)

Rzeźbił głównie w drewnie. Dopiero pod koniec życia wykonał dla Lądka kilka rzeźb z kamienia. Jego ostatnim dużym dziełem jest kamienna figura wotywna – pomnik Trójcy Świętej, stojąca na lądeckim rynku. Michał Klahr umarł w Lądku w wieku 49 lat i tam też został pochowany.

## Dzieła

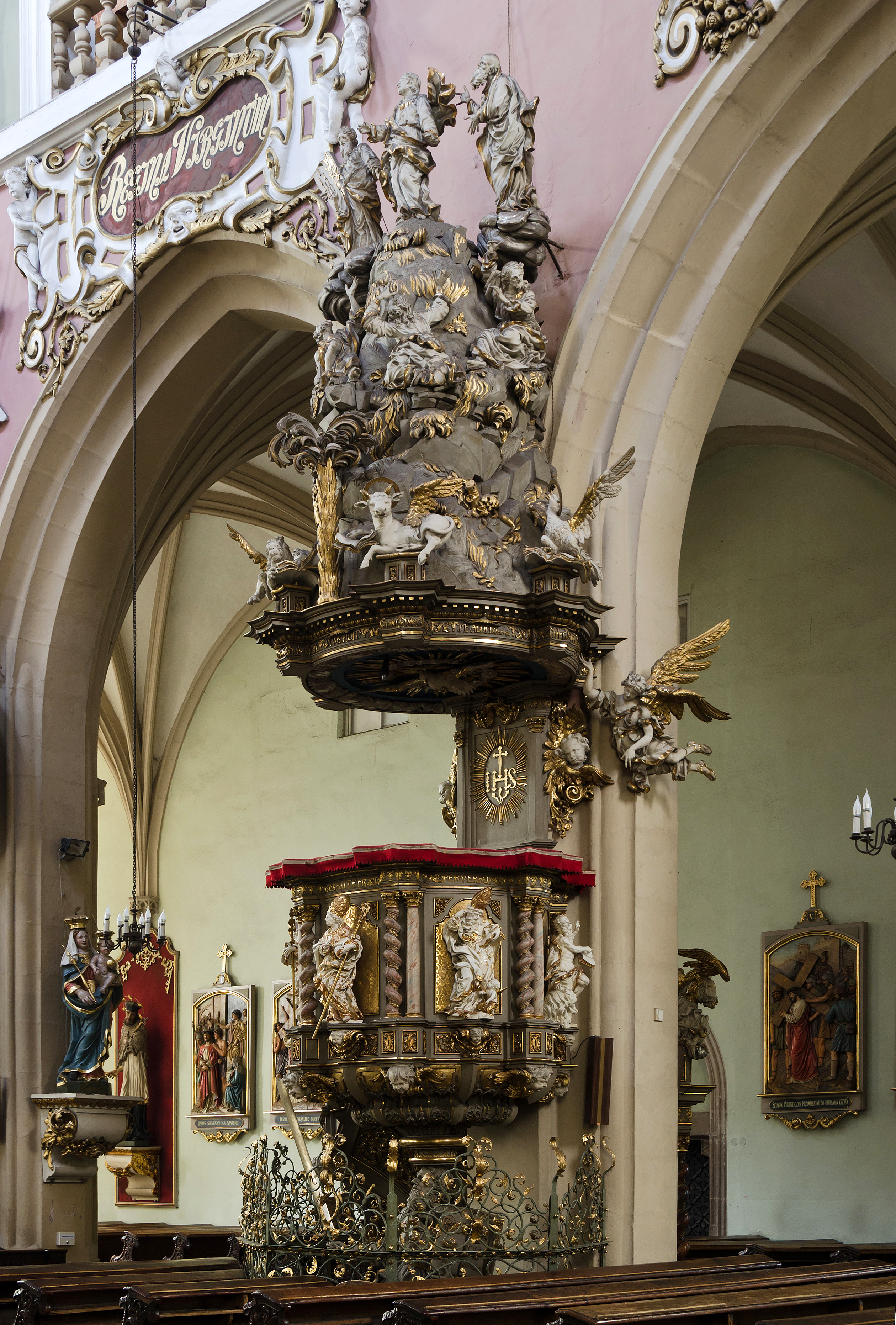
Ambona z 1717 r. w kościele w Kłodzku

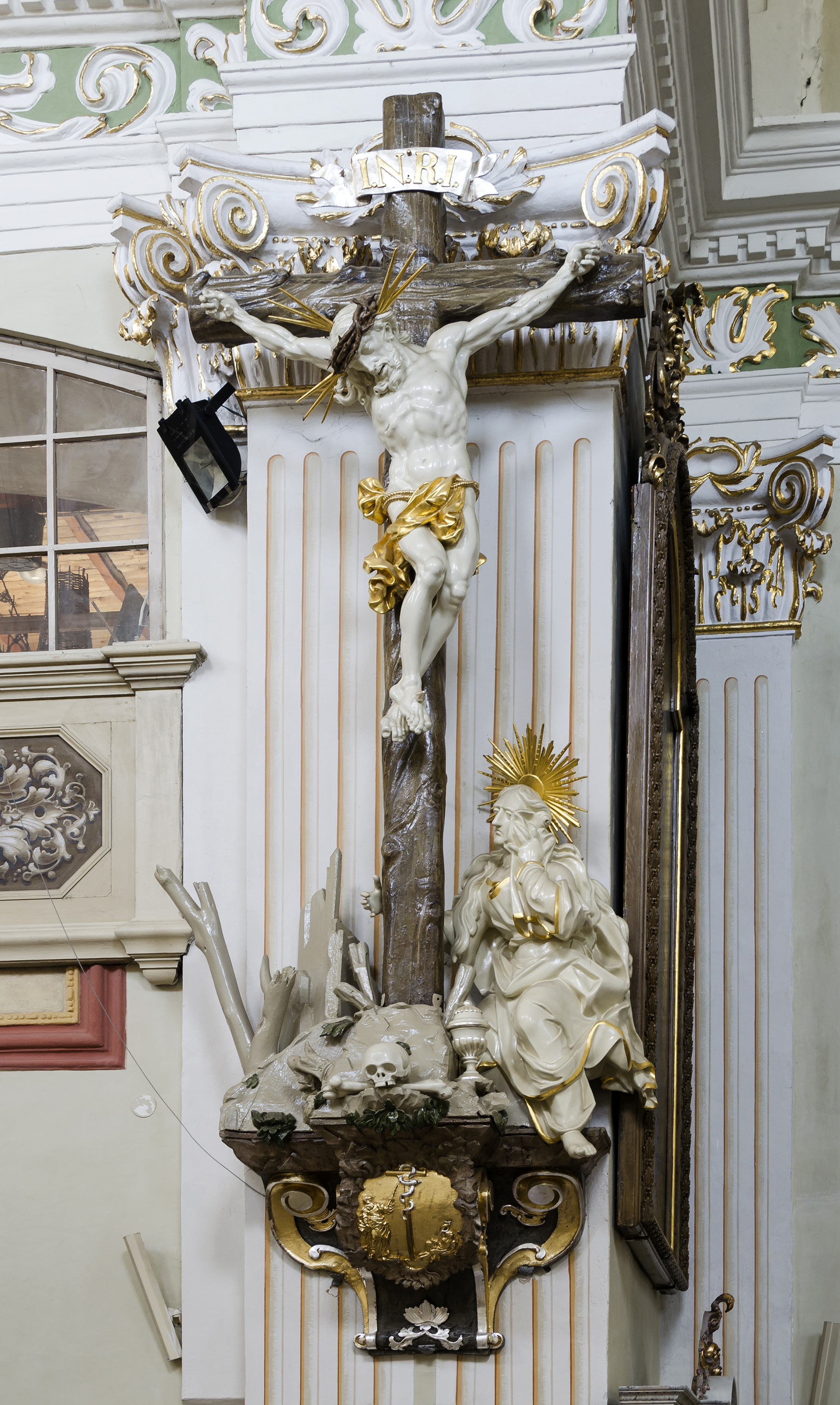
Grupa Ukrzyżowania kościele w Lądku-Zdroju

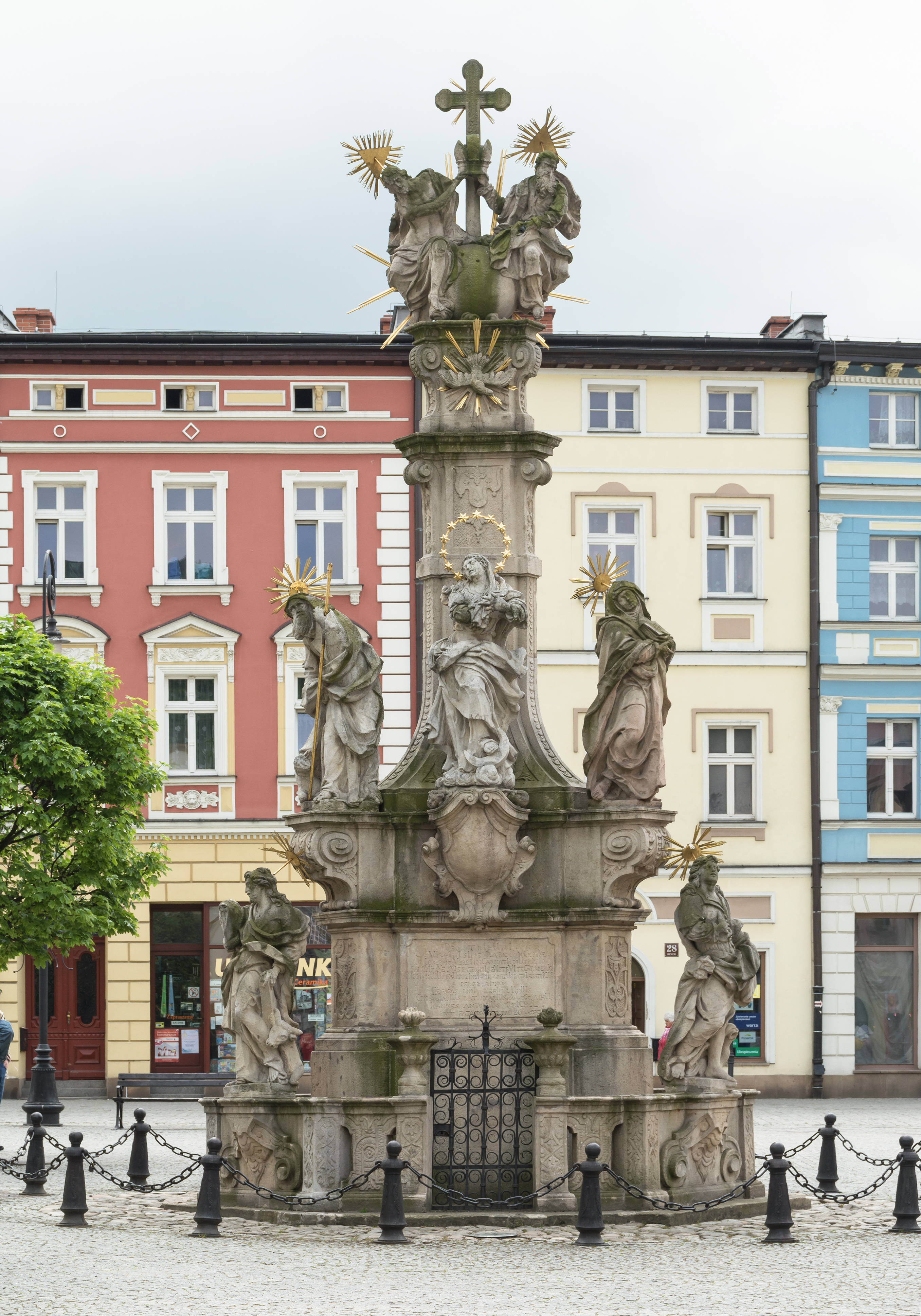
Pomnik Trójcy Świętej w Lądku-Zdroju

- Bolesławów, kościół parafialny św. Józefa Oblata

1. zespół figur: św. Józef, św. Barbara, św. Katarzyna, św. Jan Nepomucen, 1727

- Bystrzyca Kłodzka kaplica św. Floriana

1. ołtarz główny, 1727
2. figura św. Jana Chrzciciela, ok. 1727
3. figura św. Jana Nepomucena, ok. 1727
4. ołtarz Matki Boskiej Różańcowej, przez 1733

- Domaszków, plebania

1. figura Chrystusa Króla, 1735–1740

- Kąty Bystrzyckie, kościół filialny św. Katarzyny Aleksandryjskiej

1. zespół figur czterech ewangelistów, 1721 (pierwotnie ambona w kościele w Krosnowicach

- Kłodzko, kościół Wniebowzięcia Najświętszej Marii Panny

1. ambona, 1717
2. zespół konfesjonałów, 1717–1720
3. prospekt organowy, 1722–1724 (sygnowany: MK 1723)
4. figury dwóch aniołów z rogami obfitości przy Madonnie z czyżykiem, ok. 1725
5. ołtarz Wniebowzięcia Najświętszej Marii Panny, ok. 1725
6. figura Archanioła Michała, 1725

- Kłodzko, Muzeum Ziemi Kłodzkiej

1. dwa putta z kotarą, 1722–1724 (pierwotnie na prospekcie organowym w kościele Wniebowzięcia NMP w Kłodzku)
2. frunące putto, 1722–1724 (pierwotnie na prospekcie organowym w kościele Wniebowzięcia NMP w Kłodzku)

- Konradów, kościół filialny Podwyższenia Krzyża Świętego

1. zespół figur św. Apolonii i św. Barbary, 1728 (sygnowane: MK:ER)

- Lądek-Zdrój, plebania

1. figura Chrystusa Zmartwychwstałego, 1735–1740

- Lądek-Zdrój, cmentarz parafialny (obecnie w Galerii Muzealnej im. M. Klahra St. w rynku)

1. figura Mater Dolorosa, ok. 1740

- Lądek-Zdrój, rynek

1. pomnik Świętej Trójcy, 1739–1742
2. płaskorzeźba Marii z Dzieciątkiem na fasadzie kamienicy nr 1, 1741–1742

- Lądek-Zdrój, kościół parafialny Narodzenia Najświętszej Marii Panny

1. grupa Ukrzyżowanie, 1741

- Nowa Wieś, kościół Wniebowzięcia Najświętszej Marii Panny

1. dwa konfesjonały, lata 30. XVIII w. (pierwotnie w kościele w Roztokach)

- Niemojów, kościół filialny Nawiedzenia Najświętszej Marii Panny

1. ołtarz główny[4]

- Roztoki, kościół parafialny św. Marcina

1. ołtarz św. Jana Nepomucena, 1729
2. ołtarz Marii Immatriculaty, ok. 1730
3. ambona, ok. 1730

- Siedlce, Muzeum Dziecezjalne w Siedlcach

1. figura św. Agnieszki, ok. 1717 (pierwotnie w kaplicy w Niemczy, figura przekazana z Muzeum Narodowego we Wrocławiu w zastaw za dwie figury aniołów ze stalli anielskich z klasztoru cysterskiego w Lubiążu, aktualnie w kościółku parafialnym w Stężycy)[5]

- Szczytna, kościół parafialny św. Jana Chrzciciela

1. ołtarz Archanioła Michała, 1729 (sygnowany: MK 1729)
2. ołtarz św. Józefa, 1729

- Wilkanów, kościół parafialny św. Jerzego

1. ołtarz główny z figurami św. Grzegorza i Melchizedeka, 1736
2. ambona, 1736

- Wrocław, Muzeum Narodowe we Wrocławiu

1. Święta Rodzina, po 1715 (pierwotnie w kościele parafialnym w Niemczy)
2. figura św. Agaty, ok. 1730

## Znaczenie
Rzeźbiarz ten jest autorem wielu dzieł rozsianych po ziemi kłodzkiej podziwianych za mistrzostwo warsztatowe oraz charakterystyczną teatralność i dynamikę przedstawianych postaci. W jego rzeźbach sztuka barokowa przejawia się w swojej najbardziej typowej postaci. Uważany jest za najwybitniejszego przedstawiciela swojej epoki na Śląsku.

## Memoria
- W Lądku-Zdroju w dawnym domu rzeźbiarza (Rynek 1) powstała galeria muzealna poświęcona jego postaci[1].
- Imię Michaela Klahra noszą następujące szkoły:
  - Szkoła Podstawowa w Bolesławowie,
  - Prywatne Liceum Ogólnokształcące w Kłodzku przy ul. Połabskiej 5, działające w latach 1992–2007.
- 15 maja 1993 r. Bielicach obchodzono uroczyście trzechsetną rocznicę urodzin rzeźbiarza. Po mszy z udziałem biskupa Henryka Gulbinowicza oraz polskich i niemieckich mieszkańców wsi, odsłonięto tablicę pamiątkową na ścianie kościoła[6].